# 達婭娜·基麗洛娃
達婭娜·尤里耶芙娜·基麗洛娃（俄语： ['dɐˈjanə kʲiˈrʲiləvə]；2002年4月16日—），俄羅斯女歌手，她曾經在多個俄羅斯和國際歌唱比賽中獲得獎項。她不但在2013年代表俄羅斯參與在白俄羅斯維捷布斯克舉行的「2013年斯拉夫音樂節少年歌唱大賽」，亦於同年11月30日再次代表俄羅斯參加於烏克蘭基輔舉行的2013年歐洲青少年歌唱大賽。

## 生平
達婭娜於2002年4月16日在俄羅斯喀山出生，並與其家人在那裏生活至今，而她的父親和母親則分別為尤里（Юрий）和韋蘿妮卡（Вероника）。由於她的父母最初在懷孕期間認為他將會是一名男孩並決定把他命名為「達尼爾」（Данил），因此導致她現時的名字比其他俄羅斯女生之名字較為奇怪。
當達婭娜4歲時，其祖母帶她前往住家附近的文化宮進行試唱，當時導師在試唱期間雖然認為她五音不全和沒有嗓子，但卻容許達婭娜在她自己願意的情況下在該中心學習歌唱技巧。自此以後，她便在埃列奧諾拉·卡拉什妮科娃（Элеонора Калашникова）的聲樂班裏學習，並在她4歲時首次在舞台上公開露面。此外，達婭娜不但能表演個人獨唱，她也是一個名為「芭比雞尾酒」（Барби-Коктейль）的三重唱團體之其中一名成員，而她自2012年起亦在一個名為「托傑斯」（Тодес）舞蹈練習室之喀山分校裏學習跳舞。
2012年，達婭娜在該年的歐洲青少年歌唱大賽俄羅斯賽區總決賽中演唱「課前5分鐘」（5 минут до урока）一曲，可是她最終以2分只差屈居第2名。而她於2013年捲土重來並在6月上旬憑「夢想」（Мечтай）一曲奪得第1名，使她可以憑「Dream On」一曲代表俄羅斯參加2013年歐洲青少年歌唱大賽。另一方面，達婭娜在2012年也曾代表俄羅斯參與該年的斯拉夫音樂節少年歌唱大賽，結果亦以1分之差使她不能晉級決賽。而她也於2013年春季再度捲土重來，並最終與烏克蘭代表加林娜·杜博克（Галина Дубок）共同奪得第3名。

## 演出風格和演唱歌曲

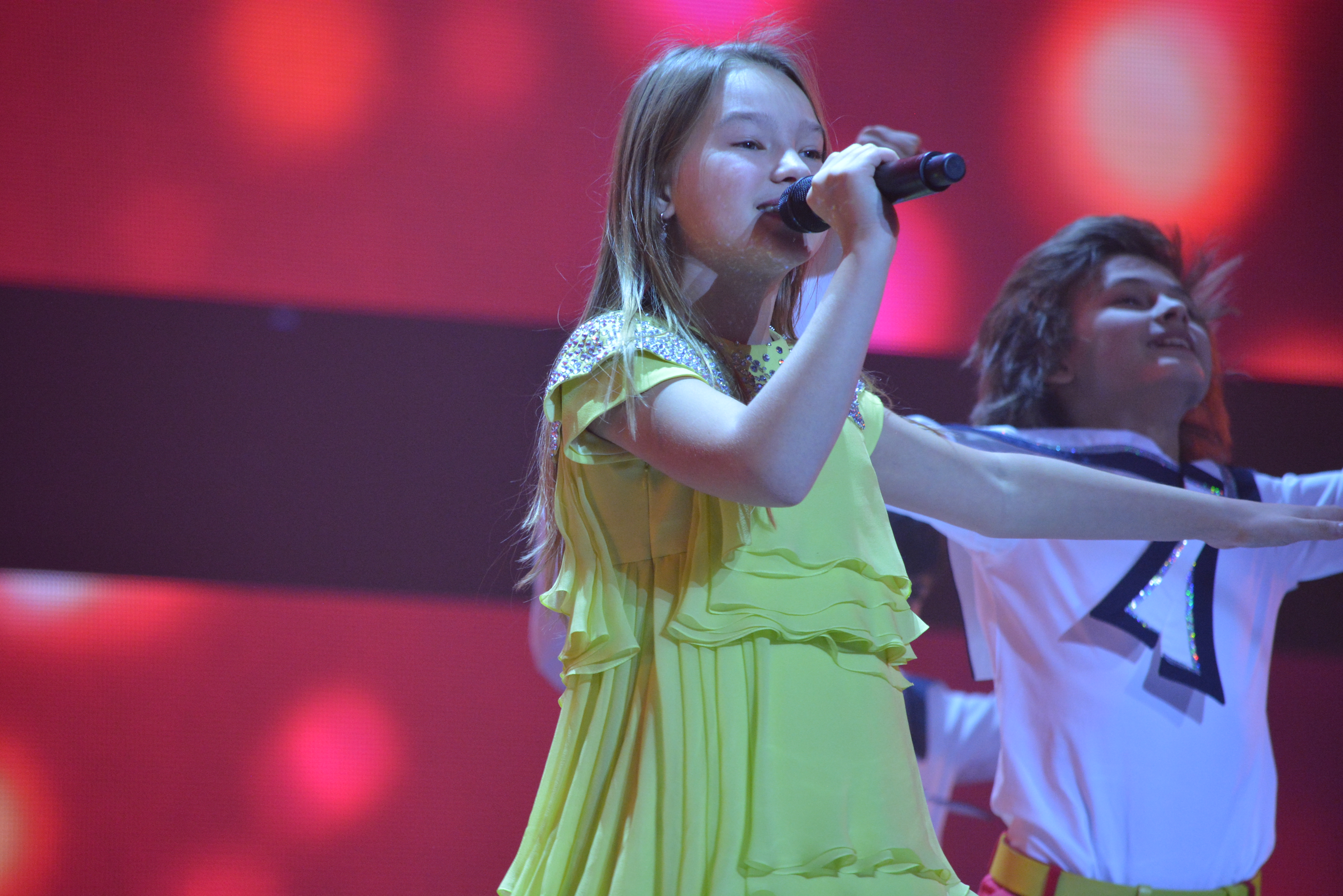
達婭娜在2013年歐洲青少年歌唱大賽中彩排。

達婭娜的歌唱導師卡拉什妮科娃對她的聲樂音域和表演技能表示讚賞，卡拉什妮科娃亦說：「達婭娜很喜歡在舞台上表演，她在舞台上的表現已經很像一個『成年人』，而她也覺得在很多觀眾面前表演是一個『快樂的經驗』」。另外，達婭娜大部分的演出曲目都是由卡拉什妮科娃特別為她編寫，她解釋道：「她（達婭娜）的歌聲已經不適合演唱在卡通內播放的歌曲」，所以她才會特意地為達婭娜編曲。

## 外部連結
- 達婭娜·基麗洛娃的官方網站（俄文）
- 達婭娜·基麗洛娃的官方網站（英文）
- 歐洲青少年歌唱大賽官方網站內的達婭娜·基麗洛娃參賽資料 （页面存档备份，存于）（英文）